# Isaac Okoro
Isaac Nnamdi Okoro (Atlanta, 26 gennaio 2001) è un cestista statunitense,  professionista nella NBA con i Chicago Bulls.

## High school
Okoro ha giocato nella McEachern High School a Powder Springs, Georgia. Nella sua stagione da freshman, mette a referto 15 punti e 8 rimbalzi di media a partita, aiutando la sua squadra a vincere il titolo regionale e raggiungendo i quarti di finale nella Georgia High School Association.
Da sophomore, Okoro segna 22,5 punti di media a partita, guidando la sua squadra alla vittoria nel campionato regionale. Nella stagione da junior Okoro mette a referto 20,3 punti e 6,4 rimbalzi di media a gara. Nella sua ultima stagione liceale, Okoro tiene 19,7 punti, 10,6 rimbalzi, 3,2 assist e 2,7 palle rubate du media a partita. Okoro, insieme all'altra stella Sharife Cooper, guida la squadra alla vittoria del City of Palms Classic e del Tournament of Champions. La McEachern chiude la stagione con un record di 32-0, diventando la prima squadra della Georgia a fare ciò dal 1995, e porta a casa il primo titolo della Georgia High School Association. Okoro viene nominato MVP dello stato, insieme al già citato Cooper, dall'Atlanta Journal Constitution. Il 26 aprile 2019 Okoro diventa solamente il secondo giocatore di sempre della McEachern a vedere la propria maglia ritirata dal liceo.

## College
Considerato una recluta a 5 stelle da Rivals e a 4 stelle da 247Sports e ESPN, Okoro decide di accettare l'offerta dell'Università di Auburn, rifiutando quelle di Florida, Florida State, Oregon e Texas, tra le altre.
Nel suo debutto con la squadra di Auburn mette a referto 12 punti nella vittoria 84-73 contro Georgia Southern. Nella partita seguente, la vittoria per 76-66 contro Davidson, segna 17 punti. Il 18 novembre 2019 viene nominato per la prima volta in stagione freshman della settimana nella Southeastern Conference. Al termine della regular season viene inserito nell’All SEC Second Team, nell'SEC All Freshman Team e nell'SEC All-Defensive Team.
Considerato universalmente come uno dei migliori giocatori in uscita dal college e come possibile scelta in lotteria, Okoro si rende eleggibile per il Draft NBA 2020.

## NBA

### Cleveland Cavaliers (2020-)
Viene scelto al Draft NBA 2020 con la chiamata numero 5 dai Cleveland Cavaliers.

## Statistiche

### NCAA
| Anno      | Squadra       | PG | PT | MP   | TC%  | 3P%  | TL%  | RP  | AP  | PRP | SP  | PP   |
| --------- | ------------- | -- | -- | ---- | ---- | ---- | ---- | --- | --- | --- | --- | ---- |
| 2019-2020 | Auburn Tigers | 28 | 28 | 31,5 | 51,4 | 29,0 | 67,2 | 4,4 | 2,0 | 0,9 | 0,9 | 12,9 |
| Carriera  | Carriera      | 28 | 28 | 31,5 | 51,4 | 29,0 | 67,2 | 4,4 | 2,0 | 0,9 | 0,9 | 12,9 |

#### Massimi in carriera
- Massimo di punti: 23 vs Vanderbilt (8 gennaio 2020)[12]
- Massimo di rimbalzi: 9 (3 volte)
- Massimo di assist: 7 vs South Carolina (22 gennaio 2020)
- Massimo di palle rubate: 3 (2 volte)
- Massimo di stoppate: 3 (2 volte)
- Massimo di minuti giocati: 44 vs Mississippi (28 gennaio 2020)

### NBA

#### Regular season
| Anno      | Squadra             | PG  | PT  | MP   | TC%  | 3P%  | TL%  | RP  | AP  | PRP | SP  | PP  |
| --------- | ------------------- | --- | --- | ---- | ---- | ---- | ---- | --- | --- | --- | --- | --- |
| 2020-2021 | Cleveland Cavaliers | 67  | 67  | 32,4 | 42,0 | 29,0 | 72,6 | 3,1 | 1,9 | 0,9 | 0,4 | 9,6 |
| 2021-2022 | Cleveland Cavaliers | 67  | 61  | 29,6 | 48,0 | 35,0 | 76,8 | 3,0 | 1,8 | 0,8 | 0,3 | 8,8 |
| 2022-2023 | Cleveland Cavaliers | 76  | 46  | 21,7 | 49,4 | 36,3 | 75,7 | 2,5 | 1,1 | 0,7 | 0,4 | 6,4 |
| 2023-2024 | Cleveland Cavaliers | 69  | 42  | 27,3 | 49,0 | 39,1 | 67,9 | 3,0 | 1,9 | 0,8 | 0,5 | 9,4 |
| 2024-2025 | Cleveland Cavaliers | 55  | 22  | 19,1 | 46,4 | 37,1 | 71,7 | 2,4 | 1,2 | 0,6 | 0,3 | 6,1 |
| Carriera  | Carriera            | 334 | 238 | 26,2 | 46,7 | 35,1 | 73,1 | 2,8 | 1,6 | 0,8 | 0,4 | 8,1 |

#### Play-off
| Anno     | Squadra             | PG | PT | MP   | TC%  | 3P%  | TL%  | RP  | AP  | PRP | SP  | PP  |
| -------- | ------------------- | -- | -- | ---- | ---- | ---- | ---- | --- | --- | --- | --- | --- |
| 2023     | Cleveland Cavaliers | 5  | 2  | 15,0 | 47,8 | 30,8 | 100  | 1,4 | 0,8 | 0,4 | 0,4 | 6,4 |
| 2024     | Cleveland Cavaliers | 12 | 7  | 21,9 | 35,7 | 25,7 | 77,8 | 1,8 | 1,1 | 0,9 | 0,3 | 5,5 |
| 2025     | Cleveland Cavaliers | 9  | 0  | 14,2 | 50,0 | 37,5 | 62,5 | 1,2 | 0,6 | 0,7 | 0,1 | 4,6 |
| Carriera | Carriera            | 26 | 9  | 17,9 | 41,5 | 29,7 | 78,3 | 1,5 | 0,8 | 0,7 | 0,3 | 5,3 |

#### Massimi in carriera
- Massimo di punti: 32 vs Phoenix Suns (4 maggio 2021)[13]
- Massimo di rimbalzi: 10 vs Indiana Pacers (10 maggio 2021)
- Massimo di assist: 6 (3 volte)
- Massimo di palle rubate: 4 (3 volte)
- Massimo di stoppate: 3 (2 volte)
- Massimo di minuti giocati: 47 vs Phoenix Suns (4 maggio 2021)

## Palmarès

### Individuale

#### High school
- Atlanta Journal-Constitution Class 7A All-State Second Team (2019)
- MaxPreps Sophomore All-American Third Team (2019)
- USA Today All-USA Georgia First Team (2019)
- Nike EYBL (2019)
- Atlanta Journal-Constitution State MVP (2019)
- MaxPreps All-American Second Team (2019)
- USA Today All-USA Georgia First Team (2019)
- Nike Hoop Summit (2019)

#### NCAA
- All-SEC Second Team (2020)
- SEC All-Freshman Team (2020)
- SEC All-Defensive Team (2020)

#### NBA
- NBA All-Rookie Second Team (2021)